# 栃木県道158号下岡本上三川線

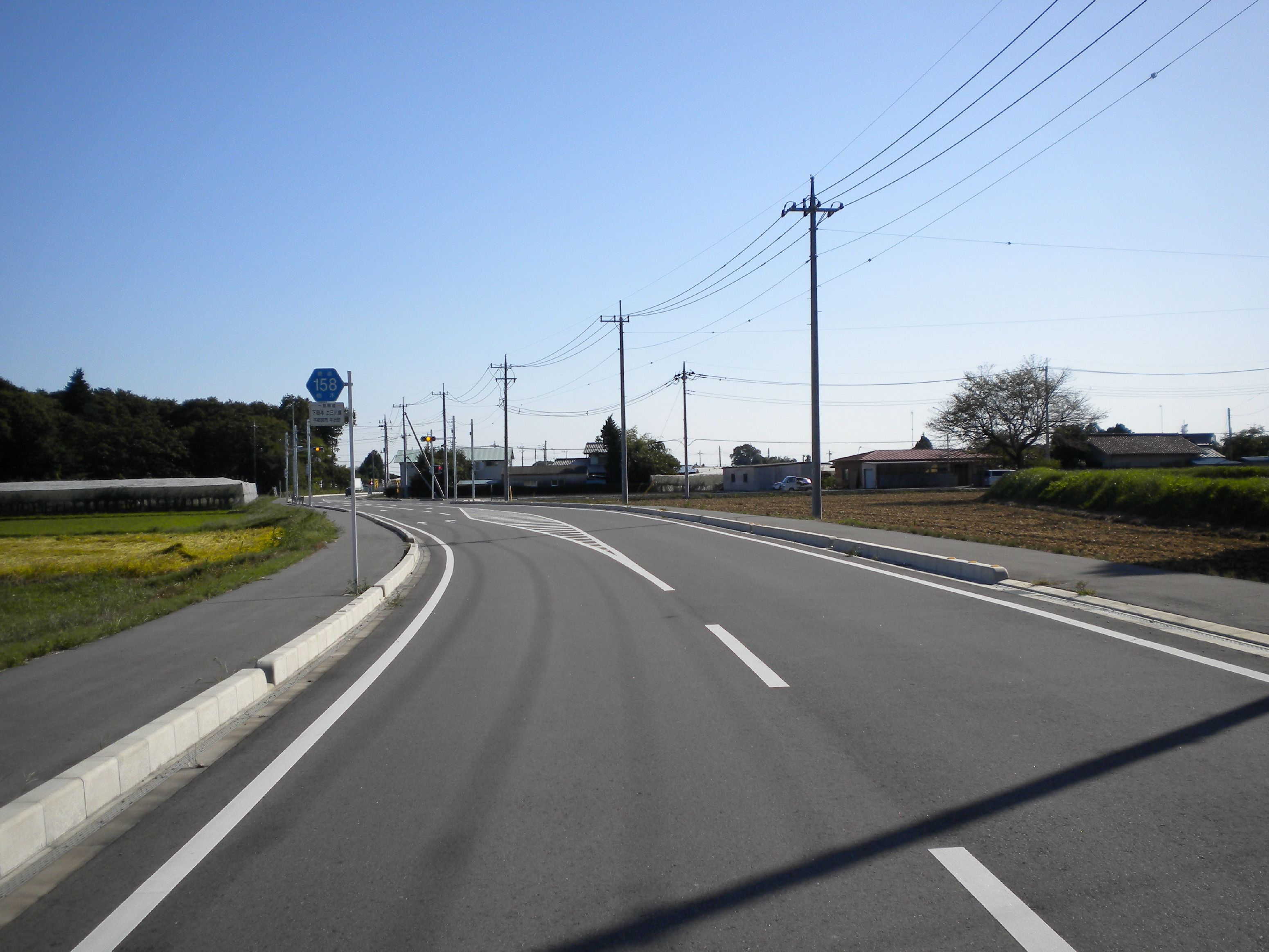
宇都宮市平出町付近

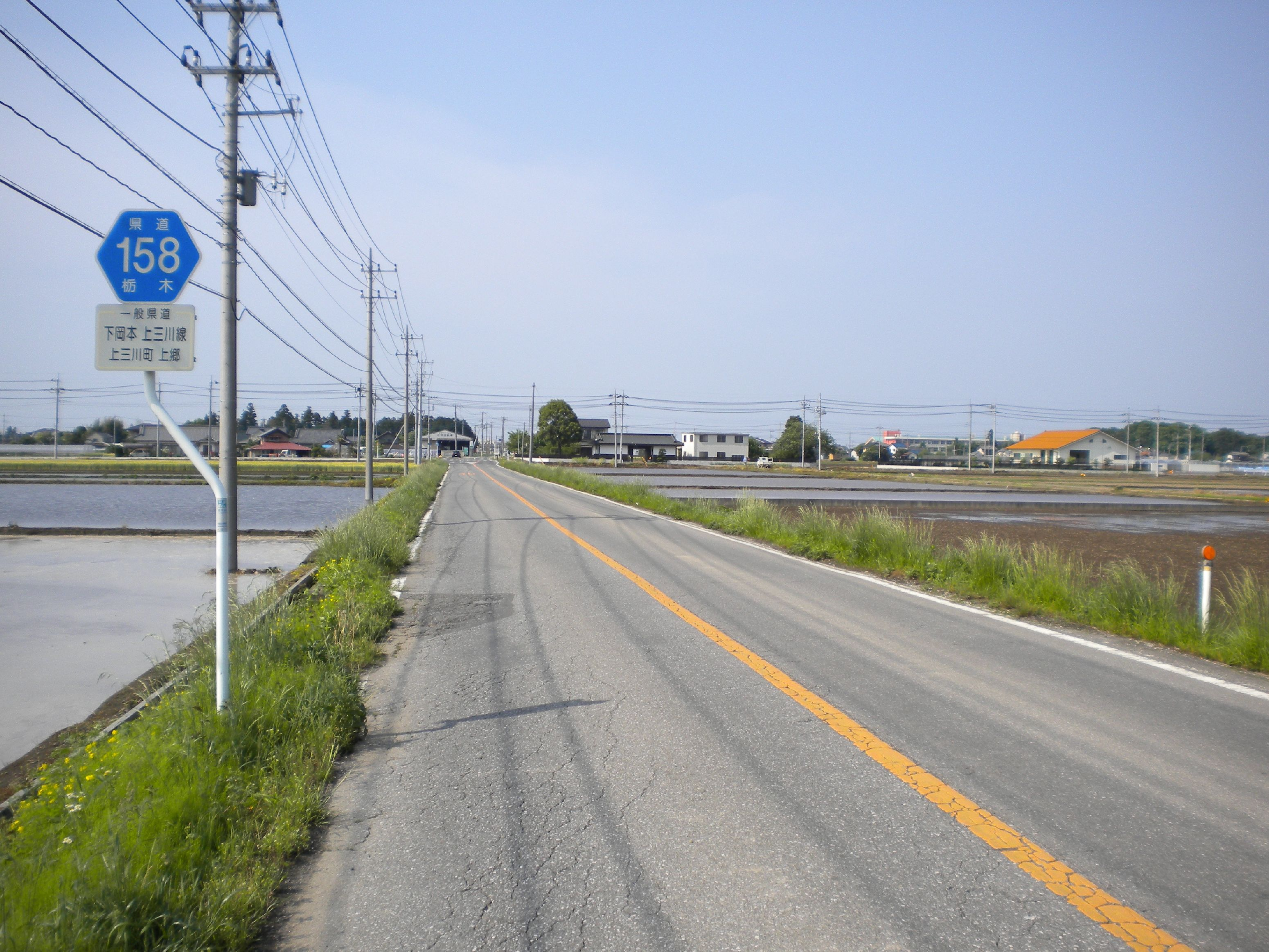
上三川町上郷付近

栃木県道158号下岡本上三川線（とちぎけんどう158ごう しもおかもとかみのかわせん）は、栃木県宇都宮市と河内郡上三川町を結ぶ一般県道である。

## 概要
宇都宮市の東部、河内地区の岡本地域から宇都宮市の東側に当たる平石地区（旧平石村）、瑞穂野地区（旧瑞穂野村）を南下して上三川町に至る道路。全線が鬼怒川西側に並行しており、沿線には蓼沼緑地公園などの施設がある。

## 路線データ
- 総延長：19.597km（旧道区間を除く）
- 実延長：18.908km（旧道区間を除く）
- 起点：栃木県宇都宮市下岡本町（国道4号、栃木県道10号宇都宮那須烏山線交点）
- 終点：栃木県河内郡上三川町大字上三川（下町東交差点＝栃木県道47号真岡上三川線、栃木県道320号二宮宇都宮線交点）
- 認定：1961年（昭和36年）4月1日

## 交差する道路
- 栃木県道64号宇都宮向田線バイパス（宇都宮市平出町）
- 栃木県道64号宇都宮向田線現道（宇都宮市下平出町・下平出交差点）
- 都市計画道路宇都宮芳賀ライトレール線[1][2]（宇都宮市下平出町・軌道法適用の路面電車、宇都宮ライトレール平石中央小学校前停留場付近）
- 国道123号（宇都宮市石井町 - 石井町・新鬼怒橋西交差点：重複区間）
- 栃木県道46号宇都宮真岡線（宇都宮市下桑島町 - 下桑島町・下桑島町交差点：重複区間）
- 国道121号（宇都宮市下桑島町・下桑島町交差点）
- 栃木県道193号雀宮真岡線（上三川町東汗・宮岡橋西交差点 - 西汗：重複区間）
- 栃木県道320号二宮宇都宮線（上三川町上三川・東館北交差点 - 終点：重複区間）

## 別名
- 辰街道